# The Green Earth
The Green Garden is het vijfde album van Magus. De band kende (alweer) een nieuwe samenstelling. Na dit album zou die ook weer uit elkaar vallen. Magus dreigde een soloproject van Andrew Robinson te worden. The Green Garden verkocht dermate goed, dat Robinson zijn tweede album Traveller opnieuw kon opnemen en uitgeven. The Green Garden kreeg als groot nadeel mee het gebruik van de drumcomputer. Vergelijkingen met Pink Floyd en Alan Parsons Project werden gemaakt, maar vielen negatief uit.

## Musici
- Andrew Robinson – zang, gitaar, basgitaar, mandoline, percussie, elektronica
- Tim Lundberg – gitaar (tracks 1, 3 en 10)
- Jon Barris – slagwerk (tracks 4 en 10)
- Tony Speranza – orgel (track 2)
- Phil Bloch – viool (track 2 en 7)
- Bob Stabach – dwarsfluit (track 1 en 2)
- Bob Hodson – achtergrondzang (track 3)

## Muziek
| Nr. | Titel                                                     | Duur |
| --- | --------------------------------------------------------- | ---- |
| 1.  | Rainforest (Robinson)                                     | 5:36 |
| 2.  | The green earth (Robinson)                                | 4:34 |
| 3.  | North Atlantic song (Robinson)                            | 6:21 |
| 4.  | Illuminati (Robinson, Barris)                             | 3:35 |
| 5.  | I am the sun (Robinson)                                   | 5:04 |
| 6.  | Sea without a shore (Robinson)                            | 3:07 |
| 7.  | Stranded (Robinson)                                       | 3:33 |
| 8.  | The shepherd (Robinson)                                   | 2:40 |
| 9.  | The man who killed the river (part 1) (Robinson)          | 2:15 |
| 10. | The mans who killed the river (part 2) (Robinson, Barris) | 5:05 |